# Gyraulus mauritianus
Gyraulus mauritianus é uma espécie de gastrópode  da família Planorbidae.
É endémica de Maurícia.